# Eleccions legislatives turques de 2015 (juny)
Les eleccions legislatives de Turquia de 2015 se celebraren el 7 de juny de 2015 per elegir els 550 membres de la Gran Assemblea Nacional. Les eleccions foren les vint-i-quatrenes eleccions generals de la història de la República Turca, i els membres electes van formar el 25è Parlament del país, el més curt de la història. El resultat impossibilità la formació de govern i les eleccions s'hagueren de repetir en novembre del mateix any.